# ДДБ1
ДДБ1 (Дизель-поезд Демиховский, Белорусской железной дороги, 1-й тип) — серия пригородных поездов тепловозной тяги категории «тяни-толкай», созданная по специальному заказу Белорусской железной дороги. Официально классифицируется как дизель-поезд, но при этом фактически дизель-поездом не является, поскольку в качестве тяговых единиц используются не унифицированные с поездом моторные вагоны, а полноценные доработанные тепловозы.
Составы ДДБ1 формировались на основе двух доработанных секций тепловозов 2М62У, вцепленных по концам поезда, и нескольких прицепных промежуточных вагонов модели 63-322 производства Демиховского машиностроительного завода (ДМЗ). Всего в данной композиции было построено 10 составов ДДБ1, далее разделённых на 20 более коротких поездов с включением головных прицепных вагонов постройки Рижского вагоностроительного завода (РВЗ).
Также для Саянского алюминиевого завода в единственном экземпляре выпущен схожий поезд ДПСаАЗ (Дизель-Поезд Саянского, Алюминиевого Завода), имеющий аналогичную конструкцию, но с применением доработанных тепловозов ДМ62 и более короткой (восьмивагонной) составности.

## История
Поезда локомотивной тяги категории «тяни-толкай» (англ. push-pull), широко распространённые в странах западной и центральной Европы и Северной Америки и также именуемые двухтактными или челночными поездами, не применялись на железных дорогах СССР, однако в 1990-е годы началась их пробная эксплуатация в Белоруссии, а позже в Украине и России. Этому способствовало появление невостребованных грузовых локомотивов на фоне снижения объёма грузоперевозок между странами бывшего СССР и экономическая сложность в поставке новых дизель-поездов и их комплектующих из Риги на фоне нехватки валюты и отсутствия собственного производства дизель-поездов.
Производство поездов ДДБ1 было освоено Демиховским заводом в 1998 году по заказу Белорусской железной дороги, которая в целях экономии средств решила формировать поезда типа «тяни-толкай» с локомотивной тягой на базе прицепных вагонов серийного моторвагонного подвижного состава и имеющихся в резерве грузопассажирских тепловозов 2М62 и 2М62У производства Луганского завода (тепловозы 2М62 использовались для создания на базе вагонов дизель-поездов ДР1 составов серии ДРБ1). На постсоветском пространстве из-за отсутствия чёткой терминологии для обозначения поездов такого типа эти составы стали классифицироваться как дизель-поезда локомотивной тяги, хотя фактически дизель-поездами не являлись, поскольку не имели в своём составе унифицированных с поездом моторных вагонов, а в качестве тяговой единицы использовались обычные дооборудованные локомотивы, оснащённые системой дистанционного управления и пригодные для эксплуатации с обычными поездами.
Демиховский завод осуществлял производство прицепных промежуточных вагонов, имеющих высокую степень унификации с промежуточными прицепными вагонами электропоездов семейства ЭД2Т/ЭД4, а также произвёл доработку тепловозных секций 2М62У для использования в составе двухтактных поездов. Каждый состав состоял из 10 промежуточных вагонов и двух тепловозных секций. Всего было построено 100 вагонов, из которых было сформировано 10 составов.
В 2000 году по заказу Саянского алюминиевого завода на ДМЗ также был выпущен поезд ДПСаАЗ-0001, сформированный на основе двух тепловозов ДМ62 и восьми прицепных вагонов.
Для использования в качестве тяговых единиц поезда доработаны односекционные тепловозы ДМ62-1811, ДМ62-1815 и ДМ62-1857 (установлены дополнительные хвостовые огни и тому подобное). При формировании состава могут использоваться любые два из них, третий остаётся в резерве. Вместо обозначения «ДМ62» на табличках этих тепловозов была маркировка «М62». До августа 2000 года поезд носил именное название «Сибирский Алюминий», впоследствии стал носить название «РУСАЛ».
В 2005 году каждый из десятивагонных поездов ДДБ1 в связи с избыточностью количества вагонов на используемых маршрутах было решено разделить на две части, дополнив их головными вагонами по аналогии с поездами ДРБ1. Для этого Рижским вагоностроительным заводом было изготовлено 20 головных вагонов. Таким образом были заново сформированы 20 поездов, состоящих из шести пассажирских вагонов и одной тепловозной секции.

## Общие сведения

### Составность
Поезд тепловозной тяги ДДБ1 типа «тяни-толкай» первоначальной составности состоит из десяти прицепных промежуточных вагонов (Пп) модели 63-322 производства Демиховского завода и двух доработанных тяговых секций тепловоза 2М62У, устанавливаемых в хвосте и голове поезда по схеме формирования Т+10Пп+Т, а поезд ДПСаАЗ — из восьми промежуточных вагонов и двух модернизированных тепловозов ДМ62. Также поезд может формироваться в укороченной составности из одной тяговой секции 2М62У, пяти прицепных промежуточных вагонов производства ДМЗ, и одного прицепного головного вагона (Пг) с кабиной управления производства Рижского вагоностроительного завода (РВЗ) по схеме формирования Т+5Пп+Пг — с некоторого времени под такую схему были переформированы все поезда ДДБ1. В зимнее время (в периоды спада пассажиропотока) число вагонов иногда сокращалось до трёх. При эксплуатации возможно сокращение числа вагонов вплоть до одного (по схемам формирования Т+Пг либо Т+Пп+Т).
В качестве прицепных головных вагонов поездов ДДБ1 используются вагоны модели 63-550 производства РВЗ, так же известные как ДРБ2. Эти вагоны унифицированы с головными вагонами серийных электропоездов семейства ЭР2 выпуска 1980—1990-х годов, имеющих длину 19,6 м и тамбуры с дверным проёмом шириной 980 мм. Промежуточные вагоны поездов ДДБ1 и ДПСаАЗ имеют длину по осям автосцепок 22,05 м и более широкие по сравнению с вагонами поездов ЭР тамбуры с дверным проёмом шириной 1250 мм.

### Технические характеристики
Основные параметры для поезда серии ДДБ1:
- Длина по осям автосцепок:
  - поезда из 10 вагонов (Т+10Пп+Т) —  255 360 мм;
  - поезда из 6 вагонов (Т+5Пп+Пг) — 149 780 мм;
  - вагона Пп — 22 050 мм;
  - вагона Пг — 22 100 мм;
- Ширина по гофрам кузова — 3520 мм;
- Максимальная пассажировместимость 10-вагонного поезда — 3000 человек;
- Часовая мощность дизеля — 2000 л. с. (1472 кВт);
- Конструкционная скорость — 100 км/ч;
- Тормозной путь, не более — 800 м;
- Максимальная нагрузка на ось — 21,5 тс;
- Масса тары (без экипировки) — 620 т.

## Конструктивные модернизации
В ходе конструкторских проработок модификации возникла необходимость некоторого переоборудования как тепловозов, так и вагонов. При объединении в единый состав грузовых тепловозов и пассажирских вагонов, унифицированных с вагонами электропоездов, требовалось решить следующие задачи:
- обеспечение тяги поезда согласно заданному графику движения с учётом энергозатрат на отопление и освещение вагонов;
- управление и обеспечение электрического отопления вагонов в холодное время года, освещения вагонов в тёмное время суток, вентиляции салонов;
- управление автоматическими дверями вагонов при посадке и высадке пассажиров;
- система оповещения пассажиров и их связь с локомотивной бригадой;
- управление из головной секции тепловоза секцией, находящейся в хвосте поезда, и наоборот;
- создание условий для безопасного прохода членов локомотивной бригады в вагоны поезда и обратно;
- обеспечение сцепляемости тепловозных секций с пассажирскими вагонами, автосцепки которых расположены на 100 мм выше.

### Электрическая часть
Тяговые расчёты, проведённые на участках эксплуатации поездов, показали, что две секции тепловоза 2М62 (мощностью 2000 л. с. для каждой секции) обеспечивают выполнение заданного графика движения при отборе мощности на отопление и освещение вагонов.

#### Система отопления
Система отопления поездов ДДБ1 с одной тепловозной секцией питается от тягового генератора данной секции, а у поездов ДДБ1 в первоначальном варианте и поезда ДПСаАЗ с двумя тепловозами — от тяговых генераторов обоих тепловозов с выделением энергии каждого на половину состава.
Система отопления работает в двух режимах: в режиме тяги с напряжением цепей отопления 100—400 В, а также в режиме холостого хода на 6-й позиции контроллера машиниста с напряжением цепей отопления 350—370 В. Защита силовой цепи системы отопления настроена на отключение контакторов отопления при напряжении тягового генератора 400±20 В с последующим его включением при снижении напряжения до 350±20 В.
У поездов с двумя тепловозами в аварийных случаях, когда на одном из тепловозов по какой-либо причине отключается система отопления, все вагоны поезда отапливаются от тягового генератора исправного тепловоза при включении половины электрических печей в каждом вагоне. Переход на аварийный режим осуществляется автоматически.

#### Система освещения
Цепи освещения вагонов у поездов получают питание от дополнительного однофазного генератора переменного тока, установленного на специальной подставке и приводящегося во вращение от дополнительного вала заднего раздаточного редуктора. У поездов с двумя тепловозными секциями энергия на состав распределяется равномерно от двух секций. При изменении частоты вращения коленчатого вала дизеля напряжение генератора поддерживается постоянным при помощи регулятора напряжения.
От генераторов освещения каждой секции тепловоза подаётся питание на лампы салонов вагонов. В аварийных случаях, когда система освещения на одном из тепловозов по какой-либо причине отключается, все вагоны получают питание от одного генератора с отключением половины ламп накаливания. Для освещения тамбуров и салонов пассажирских вагонов в тёмное время суток на поездах смонтированы лампы накаливания напряжением 220 В переменного тока. Система освещения вагона представляет трёхфазную сеть с нулевым заземлённым проводом. В вагонах предусмотрено дежурное освещение салонов и тамбуров, а также освещение шкафов и чердаков, которое получает питание от вспомогательного генератора тепловоза величиной напряжения 75 В.

#### Системы управления и связи
Цепи управления получают питание напряжением 75 В постоянного тока от вспомогательного генератора или аккумуляторной батареи секции.
Управление всеми системами поезда ведётся из кабины машиниста головной секции тепловозной секции или головного вагона (у поездов ДДБ1 в современной компоновке). Для этой цели на пульте машиниста изначально грузового тепловоза 2М62 установлены пульты управления поездом, а также электропневматическим тормозом и дверями. Дополнительное оборудование, устанавливаемое на секциях тепловоза для работы в составе поезда, размещается в кабине машиниста, высоковольтной камере, дизельном помещении (в проёме холодильной камеры) и в высоковольтном шкафу заднего переходного тамбура.
Для работы системы оповещения пассажиров и возможности связи «пассажир — локомотивная бригада» применена система связи, используемая на электропоездах ЭР2. На тепловозе предусмотрены усилитель У-100 и переговорно-коммутационное устройство ПКУ, установленные в тамбуре, микрофон и динамики, размещённые в кабине машиниста. Подключаются системы оповещения и связи так же, как на электропоезде ЭР2.
Для возможности управления тяговыми секциями по системе двух единиц, а также системами хвостовой секции из головной секции или головного прицепного вагона, по вагонам поездов проложили дополнительные провода, идущие транзитом из одной секции тепловоза в другую либо головной прицепной вагон. Работа тепловозов в составе пассажирского поезда потребовала оборудовать секции электропневматическим тормозом.

### Пневматическая часть
Пневматическая схема на тепловозах также претерпела ряд изменений. Вместо воздухораспределителя № 483 с пневмоэлектрическим датчиком обрыва тормозной магистрали № 418 установлен воздухораспределитель № 292М с электровоздухораспределителем № 305.001. Кран машиниста № 394 заменён краном № 395М-5 с контроллером для управления электропневматическим тормозом. Для каждой группы из шести тормозных цилиндров, работающих от отдельных реле давления № 404, предусмотрено по одному сигнализатору отпуска тормозов № 352А.
На трубопроводе между воздухопроводом и запасным резервуаром смонтирован выпускной клапан № 31Б для ручного отпуска тормоза. Питательная и тормозная магистрали секций тепловоза соединяются с соответствующими магистралями вагонов. Рычажные передачи всех тормозов остаются без изменений. При отключении электропневматического тормоза автоматически будут задействованы пневматические тормоза поезда.
Чтобы обеспечить синхронную работу компрессоров секций тепловоза, разнесённых по краям состава, применили электрическую связь компрессоров. Штатное реле давления ЗРД заменили на реле давления ДЭМ 102-1-02-2, имеющее замыкающий контакт. Контакт реле включается в цепь питания катушки электропневматического вентиля, включающего и отключающего компрессор. При срабатывании реле давления на любой тяговой секции включаются компрессоры обеих секций.

### Механическая часть
В связи с тем, что у вагонов российского моторвагонного подвижного состава (МВПС) высота автосцепок между вагонами на 100 мм выше, чем у локомотивов и головных частей МВПС, потребовалось повысить уровень сцепок на тепловозных секциях. Конструкция стандартных автосцепок тепловозов со стяжными ящиками не позволяла поднять их выше, поэтому последние заменили короткими автосцепками паровозного типа без стяжных ящиков, что позволило поднять их на нужный уровень. У тепловозов М62 поезда ДПСаАЗ, которые изначально были одиночными локомотивами, для безопасного прохода локомотивной бригады в прицепные вагоны и обратно переходные площадки секций тепловозов были модернизированы за счёт установки переходных узлов и деталей.

## Эксплуатация
Поезда ДДБ1 поступили в депо Полоцк Белорусской железной дороги. Этими поездами обслуживаются участки: Полоцк — Витебск, Полоцк — Бигосово, Полоцк — Алёща, Полоцк — Крулевщизна — Поставы, Крулевщизна — Молодечно, Витебск — Езерище, Витебск — Орша, Орша — Лепель. Ранее поезда обслуживали также участки Полоцк — Невель и Витебск — Невель, Витебск-Смоленск, Витебск — Быхов — Могилёв. Секции тепловозов иногда переставляются из одного состава в другой, в том числе с заимствованием секций 2М62 из составов серии ДРБ1 (см. видео).
Поезд ДПСаАЗ эксплуатируется с мая 2000 г. на участке Предзаводская — Саяногорск ведомственной железнодорожной линии протяжённостью 19 км и используется для перевозки рабочих завода. Проезд в данном поезде бесплатный. В ходе эксплуатации составность поезда была сокращена до 6 вагонов. Периодически одна из секций тепловоза М62 отправляется на техобслуживание и заменяется тепловозом ТЭМ15-100.

### Комментарии
1. ↑  В случае модернизации секций тепловозов вместо указанных двигателей мог устанавливаться дизельный двигатель 2Д49.
2. 1 2  В России согласно ГОСТ 31666—2014, дизель-поездом называется автономный тяговый подвижной состав с дизельной силовой установкой и передачей мощности, состоящий из не менее чем двух вагонов, предназначенный для перевозки пассажиров и имеющий в своем составе хотя бы один моторный вагон[2]. По международной технической спецификации, принятой в странах Евросоюза, электропоездами и дизель-поездами называют самоходные поезда с электрическим или тепловым источником энергии и фиксированной конфигурацией, не разделяемой вне условий депо, в которых все единицы в составе поезда могут перевозить полезную нагрузку (пассажиров, грузы или багаж)[3]. При этом под данное определение также относят поезда с тяговыми модулями и унифицированными с поездом специализированными односторонними локомотивами (тяговыми головами), не имеющими мест для перевозки полезной нагрузки, но не предназначенными для самостоятельной эксплуатации вне состава поезда с вагонами другого типа и не разделяемыми вне условий депо как отдельный локомотив, что позволяет их классифицировать как моторные вагоны. В то же время поезда категории «тяни-толкай» с обычными локомотивами не классифицируются как электро- или дизель-поезда[4][5], но в постсоветских странах этот термин может применяться к таким поездом при условном принятии локомотива в качестве моторного вагона.
3. ↑  При выпуске тепловоза ДМ62 (версия М62 для военного применения) буква «Д» на табличках не ставилась.